# کنارگذر رودخانه خشک
کنارگذر رودخانه خشک کنارگذری در شهر شیراز است که این کنارگذر در کنار رودخانه خشک ساخته شده طوری که به دلیل عرض کم آن و فاصله کم با رودخانه منجر به ساختار ویژه کنارگذر شده که با ورود به آن گزینه ای جز ادامه مسیر تا اولین خروجی وجود ندارد که برخی مواقع به دلیل آب گرفتگی موجب بسته شدن آن می‌شود.